# Vraclávek

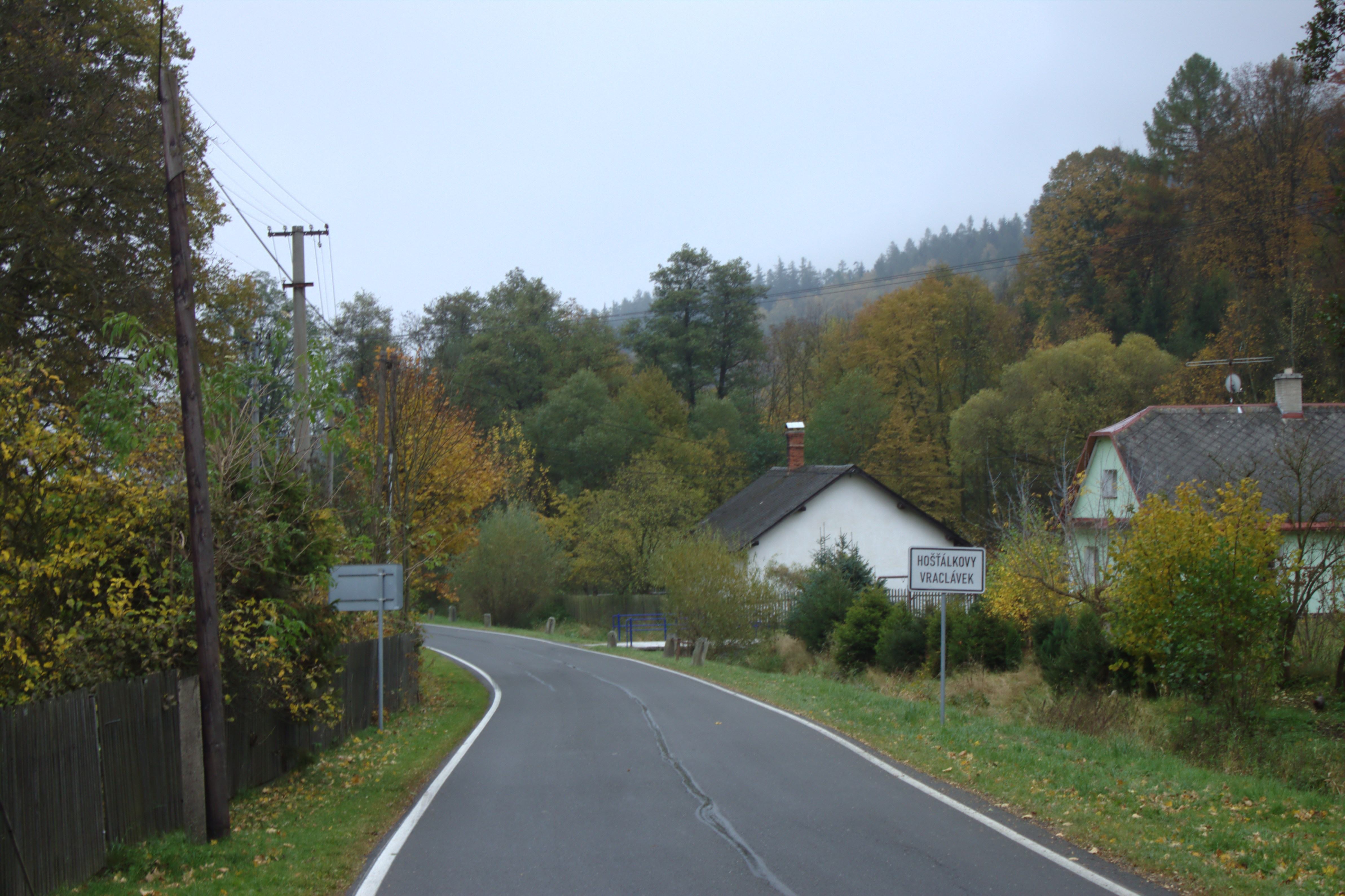
Untere Ortseinfahrt

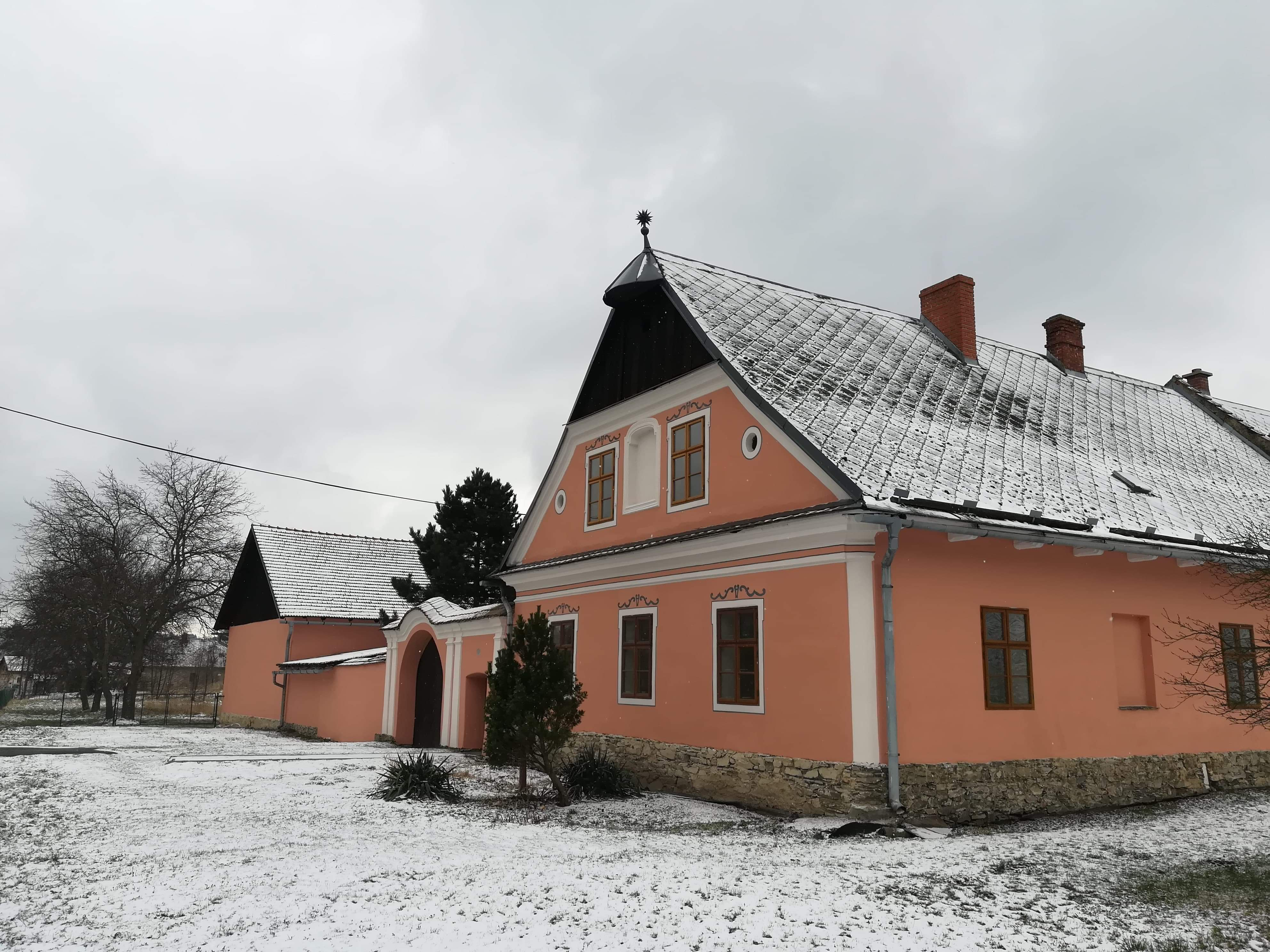
Gehöft Nr. 7

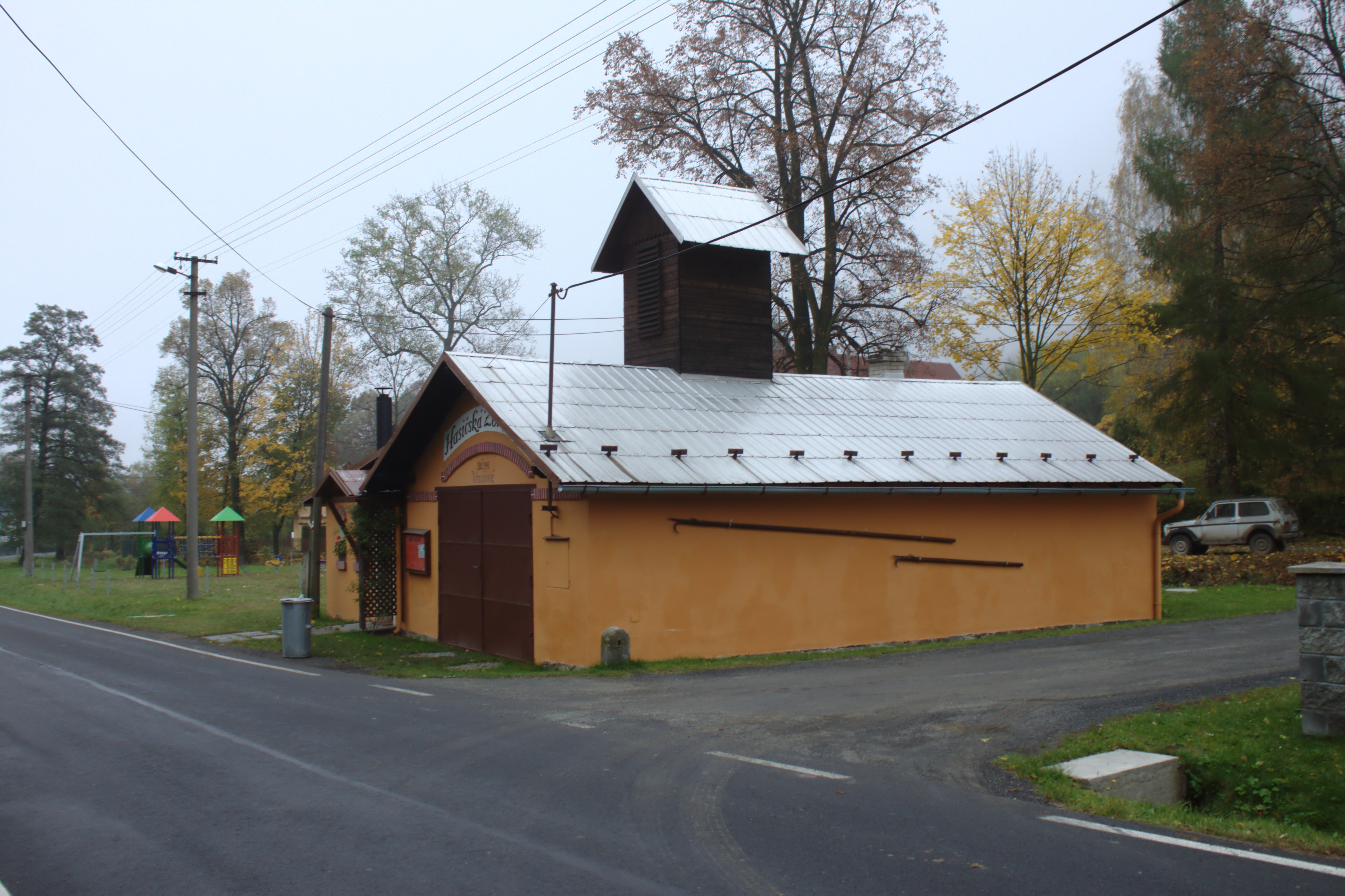
Spritzenhaus

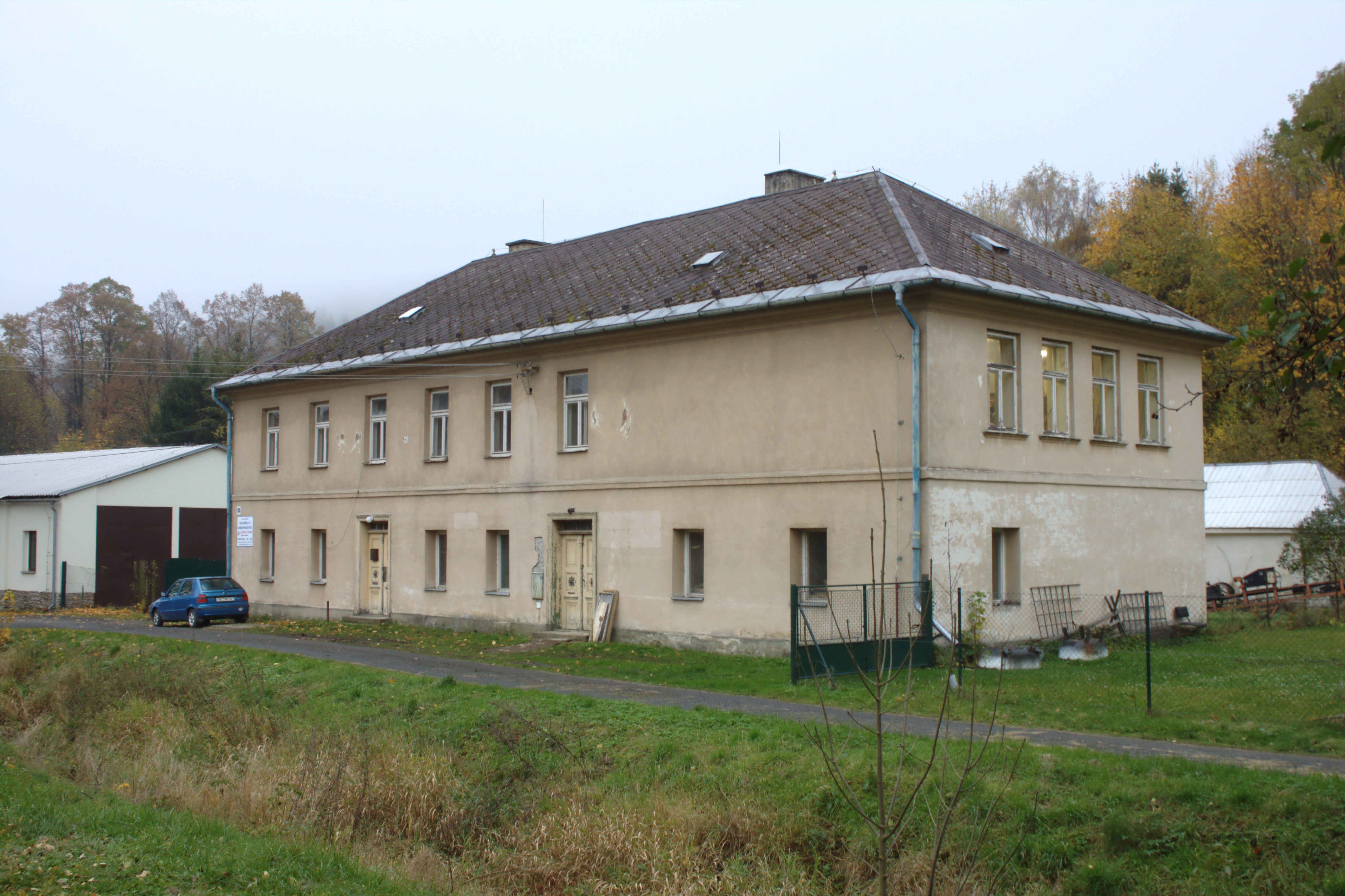
Ehemalige Schule

Vraclávek (deutsch Klein Bressel) ist ein Ortsteil der Gemeinde Hošťálkovy (Gotschdorf) in Tschechien. Er liegt elf Kilometer nordwestlich von Krnov (Jägerndorf) und gehört zum Okres Bruntál.

## Geographie
Der als Hufendorf angelegte Ort Vraclávek erstreckt sich auf einer Länge von zweieinhalb Kilometern beiderseits des Kobylí potok (Kohlbach bzw. Bürgersdorfer Wasser) in der Brantická vrchovina (Bransdorfer Hügelland). Nördlich erheben sich der Oldřichov (652 m. n.m.) und der Hradní vrch (Burghau, 650 m. n.m.), im Osten der Dlouhý vrch (Riedberg, 562 m. n.m.) und der Dubový (Eichberg, 533 m. n.m.), südöstlich die Lysá (Kahlberg, 634 m. n.m.), im Süden der Uhlák (667 m. n.m.), die Březiny (623 m. n.m.), die Krejčova hora (Schneiderberg, 641 m. n.m.) und der Kotel (Kessel, 680 m. n.m.), südwestlich der Polomy (Schloßhügel, 725 m. n.m.), im Westen die Bedřichova hora (Friedrichsberg, 745 m. n.m.) sowie nordwestlich der U Janovce (672 m. n.m.) und der Rozdíl (Wachstein, 633 m. n.m.).
Nachbarorte sind Burkvíz (Burgwiese) und Město Albrechtice (Olbersdorf) im Norden, Opavice (Tropplowitz) und Linhartovy (Geppersdorf) im Nordosten, Krásné Loučky (Schönwiese) und Kobylí (Kohlbach) im Osten, Hošťálkovy und Ježník (Mösnig) im Südosten, Krasov (Kronsdorf) im Süden, Nové Purkartice (Neu Bürgersdorf) im Südwesten, Staré Purkartice (Alt Bürgersdorf) im Westen sowie Dlouhá Ves (Langendorf) und Křížová (Kreuzberg) im Nordwesten.

## Geschichte
Klein-Bressel wurde in der zweiten Hälfte des 16. Jahrhunderts durch die Besitzer der zum schlesischen Herzogtum Troppau gehörigen Herrschaft Geppersdorf, die Herren von Füllstein, gegründet. Die Kolonisten waren Deutsche aus der Gegend von Breslau, die das Dorf „Klein-Breslau“ nannten. Erstmals urkundlich erwähnt wurde das Dorf 1578 im Zuge der Teilung der Herrschaft Geppersdorf. Mandalena von Füllstein, die 1577 nach dem Tod ihrer Schwester Anna alleinige Besitzerin von Geppersdorf geworden war, überschrieb im nachfolgenden Jahr die Dörfer Gotschdorf, Neudörfel, Hillersdorf, Klein-Bressel und Mocker sowie die Wüstungen Matzwies (Matyášovy) und Kohlbach ihrer ältesten Tochter Bohunka Krawarn von Schlewitz (Bohunka Kravařská ze Šlevic), die daraus eine eigene Herrschaft bildete. 1580 vererbte Bohunka von Schlewitz die neue Herrschaft Gotschdorf ihrem Mann Johann d. Ä. Skrbenský von Hrzistie (Jan st. Skrbenský z Hříště). Die Herren Skrbenský waren in dieser Zeit zum Protestantismus übergetreten.
Nachdem das Herzogtum Troppau 1614 dem Katholiken Karl von Liechtenstein zugefallen war, begann dieser mit der Rekatholisierung der Bevölkerung. Karl Eusebius von Liechtenstein setzte dies fort, blieb aber damit in der Herrschaft Gotschdorf wenig erfolgreich, da sich die protestantischen Grundherren, Johann Skrbenský und dessen Sohn Christoph Bernhard, diesem Bestreben widersetzten. Die 1670 vom Olmützer Jesuitenkollegium nach Gotschdorf entsandten Missionare Arnold Engel und Johann Pinter stießen auf ständigen passiven Widerstand. Nachdem Engel, der von den Protestanten „Jesu-Wüter“ genannt wurde, mit Hilfe der Jägerndorfer Dragoner die protestantischen Kirchen in Hillersdorf, Gotschdorf und Neudörfel sowie den Hillersdorfer Friedhof beschlagnahmen ließ und an die Katholiken übergab, legten die Dorfgemeinden Langendorf, Hirschberg, Hillersdorf, Kuttelberg, Neudörfel und Kreuzberg am 15. Dezember 1670 Protest ein und verwiesen auf die den Protestanten 1605 durch den Kirchengründer Jaroslaus Skrbenský erteilten Privilegien. Der Prostest blieb erfolglos, auch dem Grundherrn Christoph Bernhard Skrbenský waren in dieser Sache die Hände gebunden. 1671 setzte das Olmützer Kollegiatstift Andreas von Eka als neuen Administrator für die „Ketzerherde“ in der Pfarrei Neudörfel ein. Er erhielt einen unfreundlichen Empfang und resignierte 1672 wegen Geldmangels. Die Bevölkerung blieb mehrheitlich evangelisch.
In den Jahren 1828–1831 wurde in Klein-Bressel als Filiale der Evangelischen Kirchgemeinde Hillersdorf ein Bethaus mit Orgel errichtet. Die Herren Skrbenský hielten die Herrschaft Gotschdorf über zweieinhalb Jahrhunderte; 1831 musste sie Karl Traugott Gabriel Skrbenský wegen Überschuldung an Karl von Strachwitz verkaufen.
Im Jahre 1835 standen in Klein-Bressel 96 Häuser, in denen 604 deutschsprachige Einwohner, davon 304 Katholiken und 300 Protestanten, lebten. Im Ort gab es ein evangelisches Bethaus und eine Mahlmühle. Abseits lagen das herrschaftliche Vorwerk Kessel (Kotel) und der Meierhof Matzwies. Haupterwerbsquelle war die Landwirtschaft. Katholischer Pfarr- und Schulort war Neudörfel. Die Nutzfläche umfasste 552 Joch Ackerland, 381 Joch Wald, 130 Joch Hutweiden und 75 Joch Wiesen. Nach dem Tode des Karl von Strachwitz ging die Herrschaft 1837 an seinem Schwiegersohn Heinrich von Arco über. Bis zur Mitte des 19. Jahrhunderts blieb Klein-Bressel der Herrschaft Gotschdorf untertänig.
Nach der Aufhebung der Patrimonialherrschaften bildete Klein-Bressel / Vraclávek ab 1849 einen Ortsteil der Gemeinde Gotschdorf im Gerichtsbezirk Olbersdorf. 1866 entstand in Klein-Bressel eine Kirchgemeinde der Evangelischen Kirche A.B., der bis 1871 noch die Filialgemeinde Troppau angeschlossen war. Ab 1869 gehörte Klein-Bressel zum Bezirk Jägerndorf. Zu dieser Zeit hatte das Dorf 616 Einwohner und bestand aus 103 Häusern. 1886 erfolgte der Anbau eines Turmes an die Kirche. Im Jahre 1900 lebten in Kleinbressel 458 Personen, 1910 waren es 483. Kleinbressel löste sich 1908 von Gotschdorf los und bildete eine eigene Gemeinde. Nach dem Ende des Ersten Weltkrieges 1918 wurde Kleinbressel Teil der neugegründeten Tschechoslowakei. Beim Zensus von 1921 lebten in den 110 Häusern der Gemeinde Klein-Bressel / Vraclávek mit Kessel / Kotel und Matzhof / Matyášovy 480 Personen, davon 474 Deutsche. Im Jahre 1930 bestand die Gemeinde Klein Bressel aus 112 Häusern und hatte 480 Einwohner, 1939 waren es 489.  Nach dem Münchner Abkommen wurde die Gemeinde im Herbst 1938 dem Deutschen Reich zugesprochen und gehörte bis 1945 zum Landkreis Jägerndorf. Nach dem Ende des Zweiten Weltkrieges 1945 kam Vraclávek zur Tschechoslowakei zurück. Die deutschsprachige Bevölkerung wurde in dieser Zeit größtenteils vertrieben und das Dorf mit Tschechen wiederbesiedelt; die aus zehn Chaluppen bestehende Kolonie Kotel wurde aufgegeben. 1949 erfolgte die Eingemeindung von Křížová (mit Hutě). 1950 lebten in den 103 Häusern von Vraclávek 228 Personen. Zahlreiche Häuser des Dorfes blieben unbewohnt und verfielen, ebenso die nunmehr ungenutzte Kirche. In den 1950er Jahren wurden die verlassenen Häuser abgerissen. 1960 wurde Vráclavek nach Hošťálkovy eingemeindet. Mit Beginn des Jahres 1961 wurde das Dorf in den Okres Bruntál umgegliedert. Im Jahre 1970 hatte Vraclávek 221 Einwohner. Im Jahre 1986 wurde die Kirche größtenteils abgebrochen. 1991 bestand das Dorf aus 44 Wohnhäusern und hatte 135 Einwohner. Beim Zensus von 2011 lebten in den 71 Wohnhäusern von Vraclávek 149 Personen.

## Ortsgliederung
Zu Vraclávek gehören die Einschicht Matyášovy (Matzhof, auch Matzwies) und die Wüstung Kotel (Kessel). Der Ortsteil bildet einen Katastralbezirk.

## Sehenswürdigkeiten
- Gehöft Nr. 7, Kulturdenkmal
- Ehemaliges Erbgericht (Haus Nr. 13)
- Museum historischer Waschmaschinen (Muzeum praček na Vraclávku), die ca. 160 Exponate stammen aus der Zeit von 1850 bis 1950
- Ehemalige evangelische Toleranzkirche, geweiht 1831 und 1886 erweitert. Das seit 1945 ungenutzte Bauwerk wurde 1986 zu einem Lagerhaus und Garagen für den Örtlichen Nationalausschuss Hošťálkovy umgebaut; dabei wurden der Kirchturm und die Apsis abgebrochen sowie die Seitenmauern abgesenkt. 2011 wurde das Gebäude renoviert.[4]
- Ehemaliger Gedenkstein für die Gefallenen des Ersten Weltkrieges, vor der Schule. Er wurde nach dem Zweiten Weltkrieg zum Gedenkstein für die Befreiung der ČSR modifiziert.
- Burgstall Luginsland, nördlich des Dorfes auf dem Oldřichov. Die Burg entstand in der zweiten Hälfte des 13. Jahrhunderts und erlosch in der Mitte des 14. Jahrhunderts

## Söhne und Töchter des Ortes
- Erich Wehrenfennig (1872–1968), deutscher evangelisch-lutherischer Pfarrer und Präsident der Deutschen Evangelischen Kirche in Böhmen, Mähren und Schlesien